# Liceul Vocațional Reformat din Târgu Mureș
Liceul Vocațional Reformat  (mai demult Liceul Teologic Reformat, în maghiară Református Líceum sau Református Kollégium) este un liceu cu predare în limba maghiară înființat în 2000 în minicipiul Târgu Mureș, fiind succesorul renumitului Colegiu Reformat (1557-1948) din oraș împreună cu Liceul Teoretic „Bolyai Farkas”.

## Istoric
Pentru mai multe detalii, vezi Colegiul Reformat și Liceul Teoretic „Bolyai Farkas”.
În 1994 în cadrul Liceul Teoretic „Bolyai Farkas” a fost înființată prima clasă cu profil teologic reformat. Începând cu data de 1 septembrie 2000 Ministerul Învățământului a aprobat înființarea Liceului Teologic Reformat ca unitate de învățământ independentă. După o lungă perioadă de timp cu procese juridice, instanțele au retrocedat în 2005 clădirea Colegiului Reformat către Eparhia Reformată din Ardeal. În anii proceselor primarul Dorin Florea a fost acuzat de abuz și fals, reprezentanții bisericii și comunității maghiare au criticat modul în care obstructiona procesul de retrocedare. Primarul a atacat în contencios administrativ decizia de retrocedare, dar instanțele de judecată au dat câștig de cauză proprietarului.
În 2018 a început o amplă restaurare a clădirii Colegiului.  Complexul de clădiri care găzduiește cele două școli (Liceul Vocațional Reformat și Liceul Teoretic „Bolyai Farkas”) a fost complet renovat în patru ani și jumătate, cu o investiție de aproximativ 8 milioane de euro. Au fost înlocuite ferestrele și ușile, rețeaua electrică și de apă, a fost modernizat sistemul de încălzire și s-a făcut tot posibilul pentru a transforma ansamblul de clădiri monument istoric într-o unitate de învățământ modernă, corespunzătoare cerințelor secolului al XXI-lea. Inaugurarea festivă a avut loc în 31 octombrie 2022 cu o slujbă de mulțumire în Biserica din Cetate.
În prezența episcopului reformat Béla Kató în 2022 a fost pusă piatra de temelie a viitoarei școli primare din centrul municipiului Târgu Mureș.
În prezent Liceul Vocațional Reformat deține o creșă, o grădiniță cu program prelungit în cartierul Tudor Vladimirescu, clase primare și gimnaziale, clase liceale și postliceale de profil sanitar (asistenți medical generaliști) în diferite locații din centrul municipiului.

## Directori
În decursul timpului, în funcția de director au fost:.
- prof. Gabriella Horváth (între anii 2000-2001)
- prof. Emese Székely (între anii 2001-2013)
- prof. Zsolt Benedek (din 2013)

## Locații

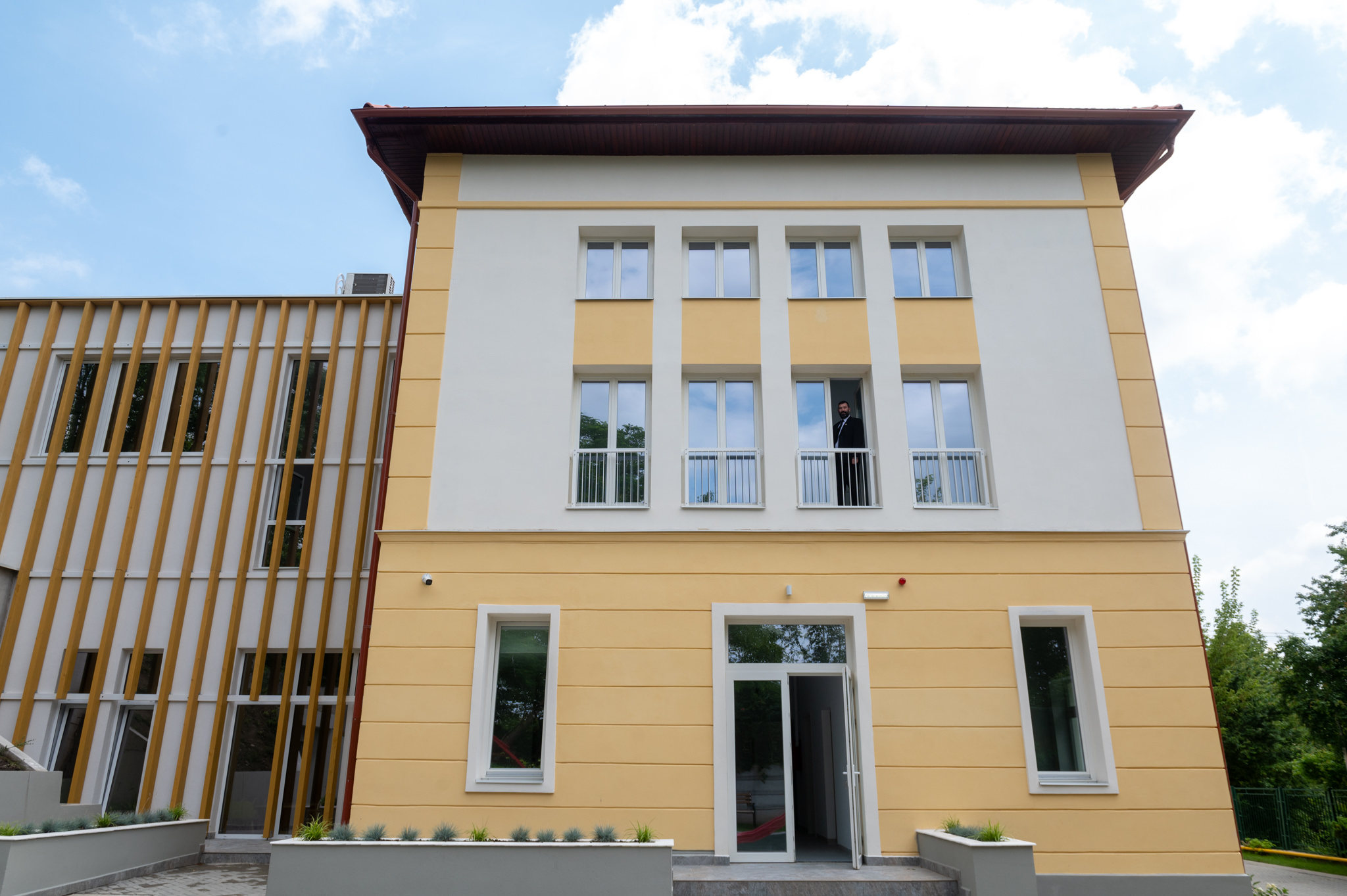
Creșa (strada 1 decembrie 1918, nr. 93)
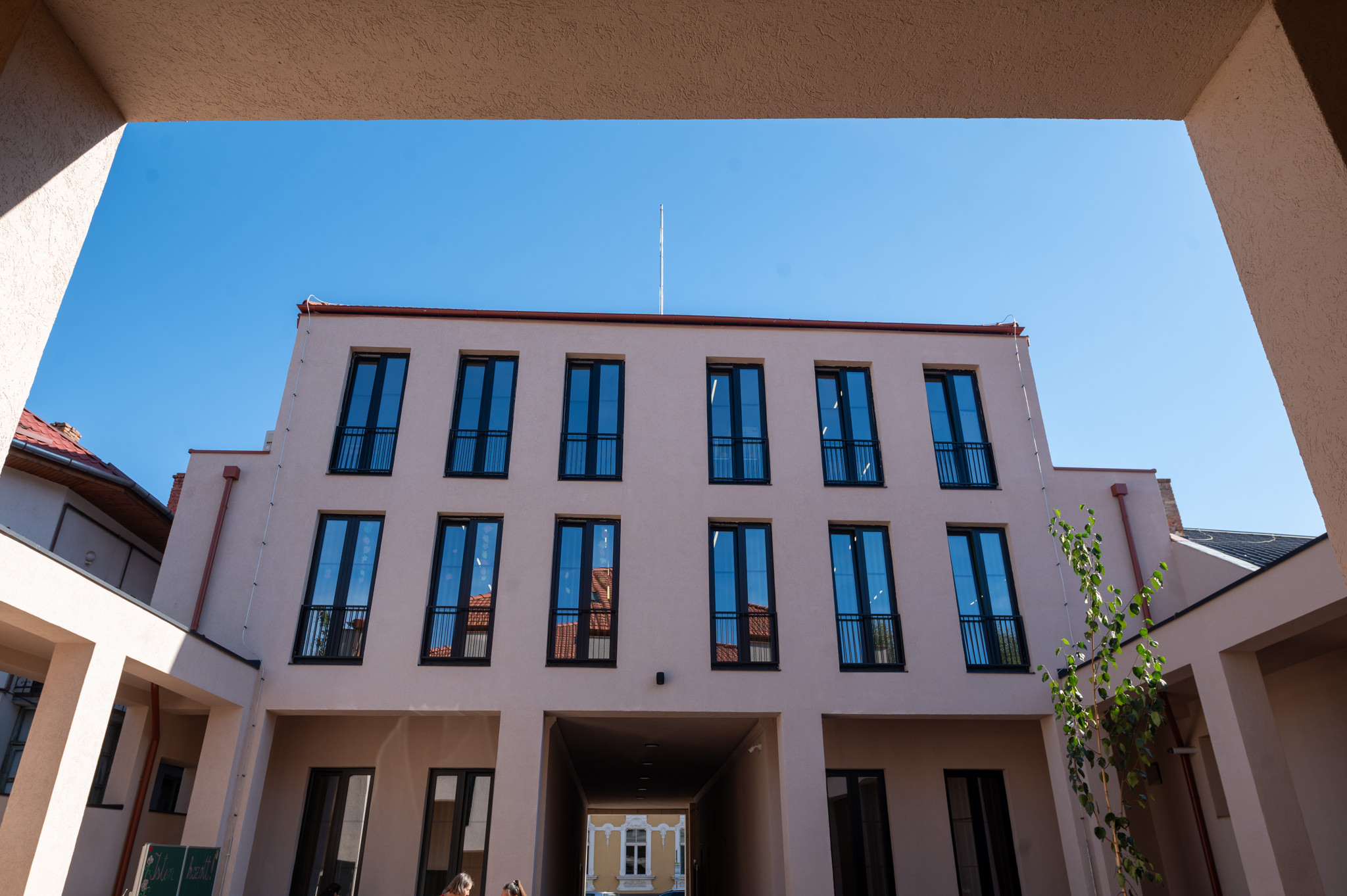
Școala Primară (strada Horea, nr. 20)
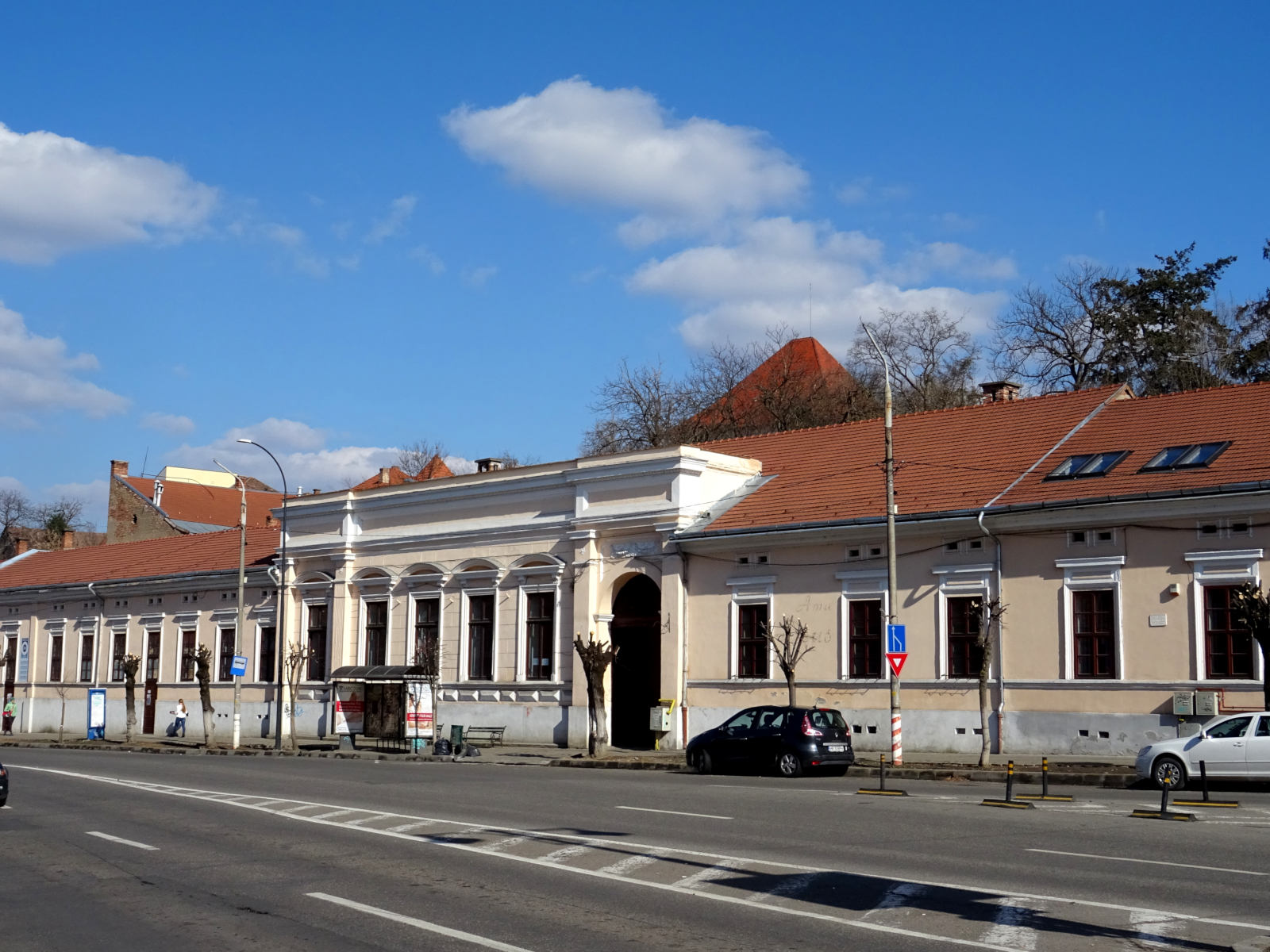
Școala Gimnazială (strada Revoluției, nr. 8)
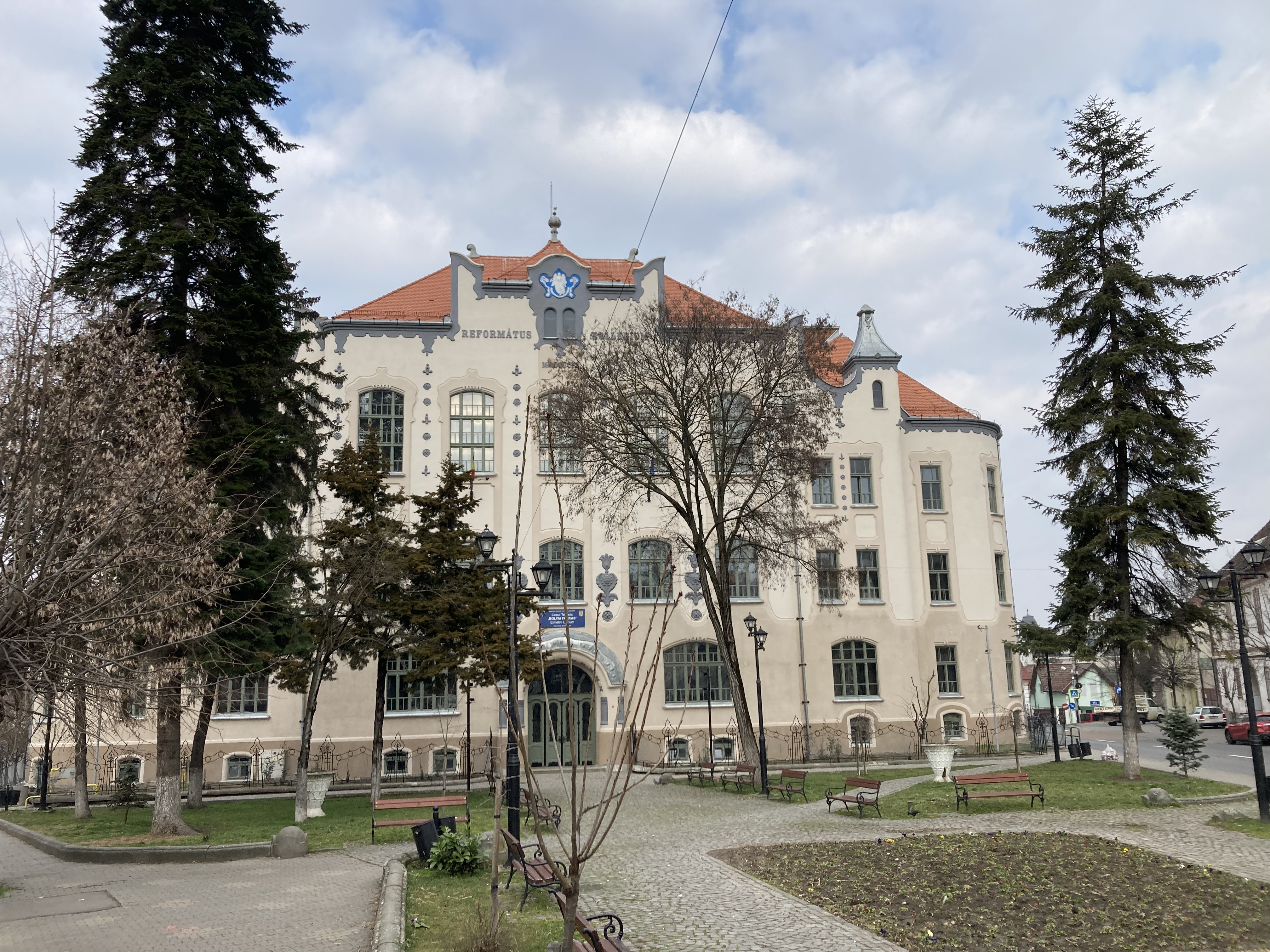
Liceul Vocațional (Piața Bolyai, nr. 3)
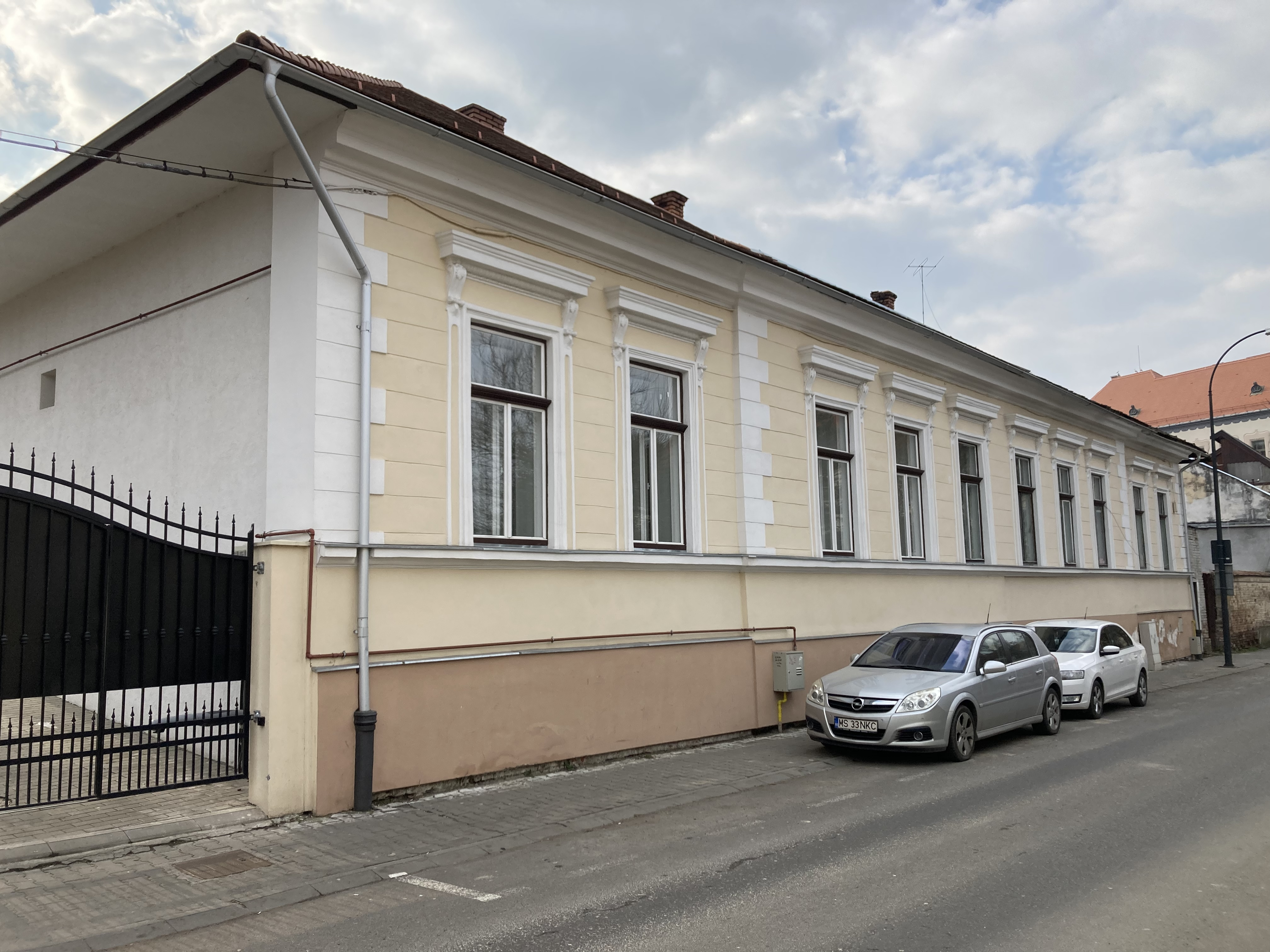
Școala Postliceală Sanitară Reformată
 (strada Kogălniceanu, nr. 6)